# Shawn Weatherly
Shawn Nichols Weatherly (n. 24 iulie 1959, Sumter, South Carolina) este o actriță și fotomodel american care a câștigat în 1980 în Seoul (Coreea de Sud) titlul de Miss Universe.
Weatherly a câștigat în anul 1979 concursul Miss South Carolina, iar în 1980 a devenit Miss USA în același an în Seoul este aleasă Miss Universe. Ca actriță ea adevenit cunoscută prin serialul Baywatch, și filmul Police Academy .